# Lacombe (Alberta)
Lacombe ist eine Stadt in der kanadischen Provinz Alberta. Sie liegt in der Region Central Alberta zwischen Edmonton im Norden und Red Deer im Süden und wird vom Verwaltungsbezirk Lacombe County umgeben. Die umgebende Landschaft wird auch der als Aspen Parkland bezeichneten Ökoregion zugerechnet.

## Geschichte
Die Stadt wurde nach Albert Lacombe benannt, der jahrelang unter den Blackfoot und Cree lebte, sie missionierte, zwischen ihnen Frieden vermittelte, den Bau der Canadian Pacific Railway durch Indianerland verhandelte sowie vom Blackfoot-Häuptling Crowfoot das Versprechen von der Unterlassung vom Aufstand von 1885 sicherte.
Das Michener House und der Michener Park erinnern an einen bekannten und einflussreichen Generalgouverneur von Kanada namens Roland Michener, der Einwohner von Lacombe war.
Die Filmindustrie nutzte mehrmals die wiederhergestellte Kulisse aus der Zeit des Edwardian-Barock in der Main Street.
Seit dem Jahr 2010 hat die Gemeinde den Status einer Stadt (englisch City).

## Demographie
Der Zensus im Jahr 2016 ergab für die Gemeinde eine Bevölkerungszahl von 13.057 Einwohnern, nachdem der Zensus im Jahr 2011 für die Gemeinde noch eine Bevölkerungszahl von 11.707 Einwohnern ergab. Die Bevölkerung hat dabei im Vergleich zum letzten Zensus im Jahr 2011 entsprechend der Entwicklung in der Provinz um 11,5 % zugenommen, während der Provinzdurchschnitt bei einer Bevölkerungszunahme von 11,6 % lag. Im Zensuszeitraum 2006 bis 2011 hatte die Einwohnerzahl in der Gemeinde um 8,9 % zugenommen, während sie im Provinzdurchschnitt um 10,8 % zunahm.

## Bildung
In Lacombe gibt es neben dem adventistischen Canadian University College auch die Lacombe Composite High School mit ca. 800 Schülern der Klassen 10–12 sowie die Central Alberta Christian High School (CACHS) mit über 160 Schülern.

## Wirtschaft
Neben der Gas- und Ölförderung bestimmt vor allem die Landwirtschaft auf den fruchtbaren Böden die Wirtschaft. Daneben gibt es auch noch eine Viehzucht, das Lacombe Research Centre.

## Söhne und Töchter der Stadt
- Roland Michener (1900–1991), Diplomat und Politiker
- Anna Maria Kaufmann (* 1964), Opern- und Musicalsängerin
- Mellisa Hollingsworth (* 1980), Skeletonpilotin